# 始興龍屬
始興龍（學名：Shixinggia）是偷蛋龍科恐龍的其中一個屬，生活於白堊紀晚期的中國。化石（編號BVP-112標本）發現於中國廣東省始興縣，雖然目前還未發現頭部化石，不過Lu等人（2003、2005）根據顱後骨骼的化石將始興龍分類在偷蛋龍科中（稍微比天青石龍還要進化），雖然這種恐龍有可能其實是屬於近頜龍科。與更先進的河源龍一樣，始興龍是一種研究甚少的中國偷蛋龍類恐龍。

## 外部連結
- http://darrennaish.blogspot.com/2006/02/luis-rey-and-new-oviraptorosaur.html（页面存档备份，存于）